# Matówka

Położenie matówki (5) na schemacie lustrzanki jednoobiektywowej

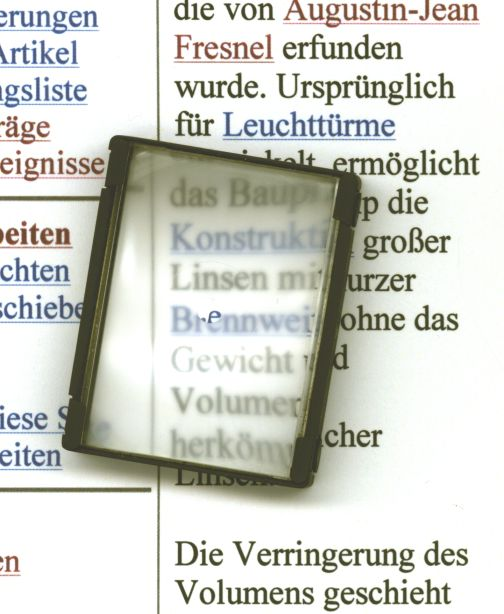
Standardowa matówka montowana w aparatach Nikon F w latach (1959–1971)

Matówka – półprzezroczysty materiał, przeważnie płytka szklana z mechanicznie lub chemicznie zmatowioną jedną z powierzchni (5 na rysunku obok), służący w aparatach fotograficznych do ustawienia i kontroli ostrości oraz kadrowania. Dla ułatwienia obserwacji obrazu i dokładnego ustawiania ostrości, najczęściej występuje z innymi elementami, jak wizjer (8), pryzmat pentagonalny (7), soczewka Fresnela (6), mikroraster lub dalmierz klinowy.
W aparatach studyjnych po ustawieniu ostrości matówka ręcznie zastępowana jest kasetą z filmem. W lustrzankach jednoobiektywowych po ustawieniu ostrości matówkę (5) zasłania lustro (2) i obraz dociera do migawki (3), a po jej otwarciu na błonę fotograficzną lub matrycę światłoczułą. W lustrzankach dwuobiektywowych obraz stale pada na matówkę przez dodatkowy obiektyw.